# Finporing
Finporing (Gloeoporus pannocinctus) är en svampart som först beskrevs av Lars Gunnar Torgny Romell, och fick sitt nu gällande namn av J. Erikss. 1958. Finporing ingår i släktet Gloeoporus och familjen Meruliaceae.  Arten är reproducerande i Sverige. Inga underarter finns listade i Catalogue of Life.